# 天野正輝
天野 正輝（あまの まさてる、1938年5月27日 - ）は、日本の教育学者。京都大学名誉教授。専門は教育課程論、教育評価論。

## 経歴
長野県生まれ。1965年京都大学教育学部卒、69年同大学院教育学研究科博士課程中退。滋賀大学教育学部講師、東北大学教育学部助教授、1980年京都大学教育学部助教授、教授、2002年定年退官、名誉教授、龍谷大学文学部教授。2009年退職。

## 著書
- 『教育の基礎理論』文化書房博文社 現代保育選書 1987
- 『教育課程編成の基礎研究』文化書房博文社 1989
- 『教育評価史研究 教育実践における評価論の系譜』東信堂 1993
- 『教育課程の理論と実践』樹村房 教育学テキストシリーズ 1993
- 『教育方法の探究』晃洋書房 1995
- 『総合的学習のカリキュラム開発と評価』晃洋書房 2000
- 『カリキュラムと教育評価の探究』文化書房博文社 2001
- 『評価を生かしたカリキュラム開発と授業改善』晃洋書房 2006
- 『教育の原点を求めて』文化書房博文社 2010

### 共編著
- 『現代教育方法学』鰺坂二夫,稲葉宏雄共著 ミネルヴァ書房 教育学選書 1973
- 『現代の教育』堀真一郎、滝内大三、田辺和徳、杉峰英憲、柏木正共著 朝倉書店 1984
- 『授業改善の原点を求めて 形成的評価の理論と実際』共編著 日本標準 教育評価シリーズ 1986
- 『現代学校論 いま学校に問われているもの』橋本伸也、窪島務共編著 晃洋書房 1993
- 『新・教職教養シリーズ 教育方法 教育の方法と技術』編 協同出版 1995
- 『現代教育実践の探究』編 晃洋書房 1998
- 『教育課程重要用語300の基礎知識 重要用語300の基礎知識』編 明治図書出版 1999
- 『総合的学習のカリキュラム創造 教育課程研究入門』編著 ミネルヴァ書房 1999
- 『新しい教育の探究』編著 文化書房博文社 2000
- 『教育評価論の歴史と現代的課題』編 晃洋書房 2002
- 『到達度評価の理論と実践』遠藤光男共編 昭和堂 2002
- 『子どもの未来を拓く教育の創造』編著 文化書房博文社 2003